# 克里斯蒂安·詹姆斯·托馬斯
克里斯蒂安·詹姆斯·托馬斯（英語：Kristian James Thomas，1989年2月14日—），英國男子竞技体操運動員。他是英國在2012年歐洲體操錦標賽上奪得金牌的重要功臣之一。之後英國又在2012年奧運會上歷史性的奪得銅牌。在2013年世界體操錦標賽上，他奪得自己的首個世錦賽個人項目獎牌。在2006年，托馬斯就參加了英聯邦運動會的賽事。